# Frederic Porter Vinton
Frederic Porter Vinton (Bangor, Maine, 29 de enero de 1846–Boston, Massachusetts, 19 de mayo de 1911) fue un pintor de retrato estadounidense.
Frederic se mudó a Chicago cuándo tenía diez años. Cinco años más tarde, su familia se muda a Boston. Después de su primer trabajo como empleado, él por poco tiempo es un banquero, y entonces trabajado como contador. Mientras es contador, empieza a estudiar arte con William Rimmer en el Lowel Institute. Tras las clases de Rimmer, Vinton empieza una crítica de arte al Boston Advertiser. En 1878 empieza su carrera artística, abriendo un pequeño estudio de retrato en Boston.

## Vida
Nace en Bangor, Maine. Crece en Chicago, y se muda a Boston en 1861. Por veinte años trabaja como contador, mientras el estudia arte con William Rimmer en el Lowell Institute. Después de estudiar en el Instituto,  escribe una revisión de arte para el Boston Advertiser. Abre un estudio de retrato en Boston en 1878. Después viaja al extranjero en Europa por dieciocho meses,  para regresar casado con Annie M. Pierce en 1883. Su primera exposición es en 1880, el cual mostró un retrato propio. Exhibe sus pinturas a la exposición cada año hasta que en 1883, en el malestar político en la Academia, la exposición fue forzada a parar de excibir. En 1884 pinta  "Street in Toledo", su primer paisaje. En 1891 es elegido un miembro pleno de la Academia Nacional de Diseño, Nueva York.
Vinton se casó con Annie M. Pierce el 27 de junio de 1883, después de un viaje de dieciocho meses a través de Europa, visitando el Holanda, Francia, y Alemania. Algunos de sus pinturas famosas son retratos de su mujer.

## Pinturas
Frederic se especializó en retratos, a pesar de que haya hecho algunos paisajes, como "Street in Toledo" y "River View, Spring". Sus pinturas han sido descritas como parte del impresionismo. Su trabajo fue influido por sus viajes a Europa, y sus estudios de muchos artistas importantes de la historia. Está asociado con la Escuela de Boston de Pintura.

## Viajes europeos
Frederic gastó mucho de su tiempo viajando al continente europeo, esto influencio su trabajo y lo diferenció del trabajo americano, con uno crítico incluso llamándole "un aristócrata de la escuela vieja." En 1875 viaja a París y estudió con Léon Bonnat durante un año. En 1876,  pasa un año en Múnich en el que está bajo la enseñanza de Frank Duveneck y la Academia de Bellas Artes de Múnich. Más tarde,  regresa a París durante dos años, disgustado por el método alemán de impresionismo, incluyendo artistas como Lovis Corinth o Max Liebermann. Mientras en Francia, asistió a la Acadèmie Julian. En 1882 viaja a España con Robert Blum y William Merritt Chase. Los tres artistas visitan Madrid y Toledo, y Frederic estudió retrato, y estudio el trabajo de Velázquez.

## Muerte
Vinton murió de bronquitis en su casa en Boston el 20 de mayo de 1911. Después de su muerte, Annie M. Pierce su esposa liberó algunas de sus pinturas a distintas exposiciones.